# Basílio, o Louco por Cristo
Basílio, o Louco por Cristo ou Basílio, o Bem-aventurado (em russo:  Василий Блаженный, Vasily Blazhenny) (Yelokhovo, dezembro de 1468/1469 - Moscou, 2 de agosto de 1552/1559) é um santo russo ortodoxo conhecido por sua loucura por Cristo (yurodivy).

## Vida e obras
Ele nasceu servo em dezembro de 1468 ou 1469 em Yelokhovo, então nas redondezas de Moscou (e hoje dentro da cidade). Seu pai se chamava Jacó e sua mãe, Ana. De acordo com a tradição, ele teria nascido no pórtico da igreja paroquial. 
Originalmente um aprendiz de sapateiro em Moscou, ele adotou um estilo de vida excêntrico baseado em pequenos roubos para doar aos pobres. Ele andava nu e carregava pesadas correntes. São Basílio também ficou famoso por repreender Ivã, o Terrível, por não dar a devida atenção ao estado da igreja (o edifício) e por seu comportamento violento para com os inocentes.
Quando ele morreu, em 2 de agosto de 1552 (ou 1557), São Macário, o metropolita de Moscou, compareceu ao seu funeral com muitos membros do clero. O próprio Ivã ajudou a carregar seu caixão até o cemitério. Basílio está atualmente sepultado na Catedral de São Basílio, em Moscou, que foi encomendada por Ivã para homenagear o santo recém-falecido. 